# Georgette de Montenay
Georgette de Montenay (1540-1581) est une poétesse française.

## Biographie
Georgette de Montenay est née en Normandie. Elle descend d'une influente famille militaire, les d'Estouteville, mais devint tôt orpheline. Ses parents Jacques de Montenay, baron de Garancières et Hélène d'Estouteville meurent de la peste (vers 1545). Elle fut recueillie par la reine protestante de Navarre Jeanne d'Albret dont elle était cousine ; elle devint une de ses filles d'honneur et lui dédia ses « Emblèmes ». Cet ouvrage protestant est diffusé dans les grands centres huguenots (Zurich, Heidelberg, Francfort, La Rochelle). Fait étonnant, elle épousa en 1562 Guyon de Goth, un dévot catholique ; ce mariage fut organisé par Jeanne d'Albret. Cependant, les parents de Georgette étaient catholiques, et c'est fin 1560 qu'elle se déclara protestante. 
La situation de Georgette de Montenay lui a permis d'acquérir de solides bases en culture classique, et lui a fait découvrir l'Évangélisme. Elle mourut en 1606 à Saint-Germier, près de Toulouse.
Données biographiques dans le Dictionnaire de la noblesse et dans Emprunt, plagiat, réécriture aux XVe, XVIe, XVIIe siècles de Marie Couton.

## Œuvres

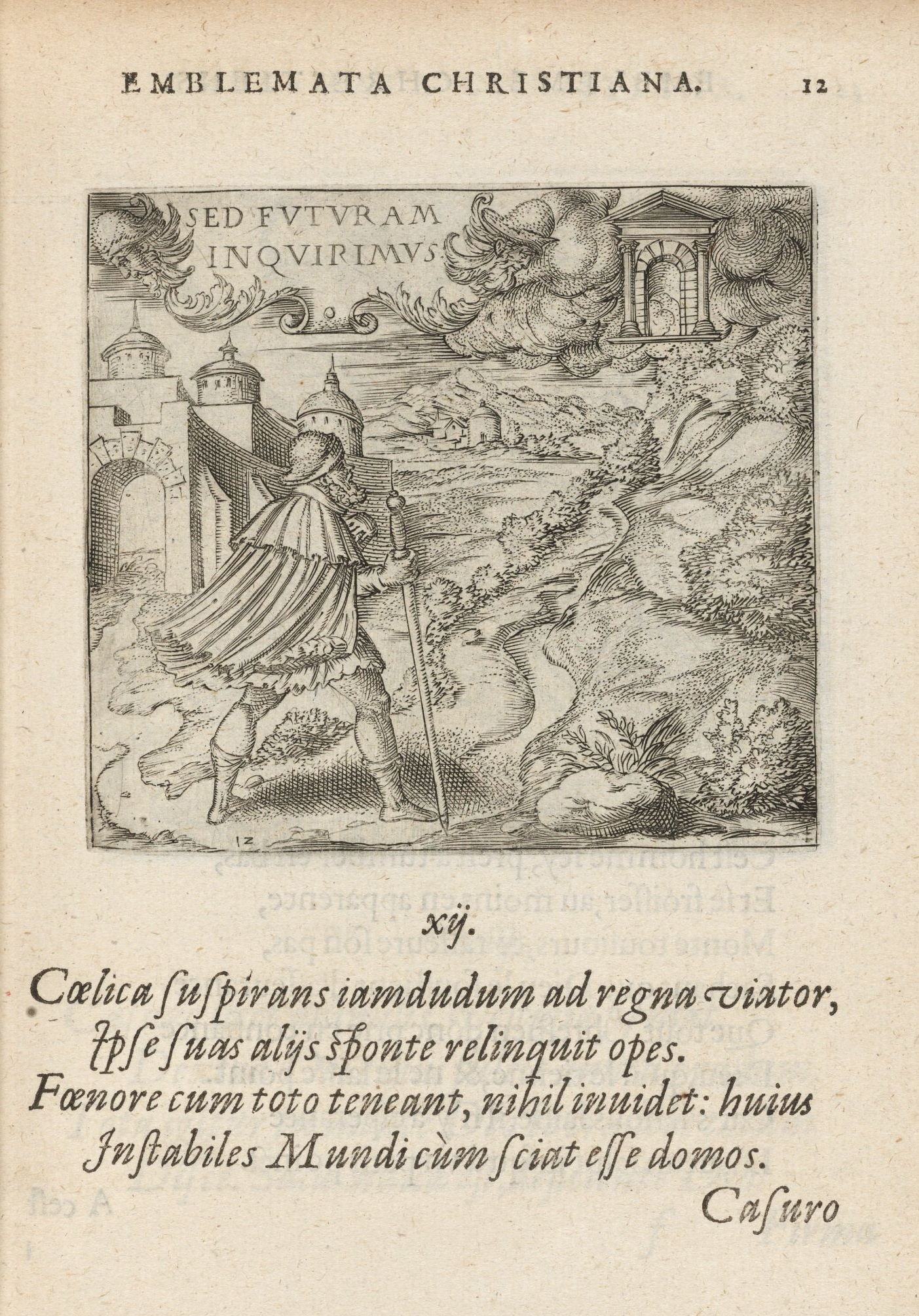
Illustration from a 1584 edition of Emblematum christianorum centuria.

- Emblèmes ou devises chrestiennes, composées par damoiselle Georgette de Montenay (J. Marcorelle, Lyon, 1571). Gravures de Pierre  Woeiriot de Bouzey. Lire en ligne sur Gallica.
- Emblèmes chrétiens de Georgette de Montenay (Unckel, Francfort, 1619). Édition en français, latin, espagnol, italien, allemand, anglais et néerlandais.
- Livre d'armoiries en signe de fraternité, fac-similé de l'édition de 1619, Aux Amateurs de livres, Paris, 1989.
- Le premier de ces emblèmes :

Voyez comment ceste Reine s’efforce

De cœur non feinct d’avancer l’edifice

Du temple sainct, pour de toute sa force

Loger vertu, & deschasser tout vice.

Notons que Dieu la rend ainsi propice,

Afin qu’il soit glorifié en elle:

Et qu’on soit prompt au service

Dont le loyer est la vie éternelle.